# Crionica bifurcata
Crionica bifurcata är en fjärilsart som beskrevs av M.Gaede 1939. Crionica bifurcata ingår i släktet Crionica och familjen nattflyn. Inga underarter finns listade i Catalogue of Life.